# 北九州市立鳴水小学校
北九州市立鳴水小学校（きたきゅうしゅうしりつ なるみずしょうがっこう）は、福岡県北九州市八幡西区東鳴水一丁目にある北九州市立の小学校。

## 概要
鳴水小学校は、昭和27年4月に黒崎小学校・陣山小学校から分離し、八幡市立鳴水小学校として開校した。当初は児童663名、13学級であった。昭和36年度に黒畑小学校の開校に伴い校区の一部が分離し、昭和38年2月の五市合併により「北九州市立鳴水小学校」と改名された。
昭和30年代に筑豊電鉄の開通と高度経済成長の影響を受け、黒崎商店街が発展した住宅地域に位置している。校庭のすぐ南側を市道が走り、国道3号線と国道200号線を結ぶバイパスの役割を果たしており、近年は交通量が急増している。
児童数は昭和34年に2172名（41学級）に達したが、その後減少し、平成17年度には219名、6学級となった。開校以来、算数、情操、図画工作、学校給食等の分野で県・市教育委員会からの研究委嘱を受け、多くの実績を残している。

## 沿革
出典
- 昭和27年4月1日 - 開校宣言式「八幡市立鳴水小学校」と称す。黒崎小・陣山小から分離して設立。
- 昭和27年4月6日 - 黒崎小学校の校舎で授業開始。
- 昭和27年9月6日 - 現在地（旧黒崎中）に黒崎小より移転。入校式。黒崎小学校父母教師会より校旗受贈。
- 昭和27年11月9日 - 開校記念式挙行（八幡市教育委員会主催）。
- 昭和28年4月1日 - 校区変更 黒崎・陣山・熊西から310名転入。
- 昭和28年5月1日 - 算数科実験学校として県教委より委嘱。
- 昭和31年3月3日 - 校舎増築落成式挙行〜2棟鉄筋3階中央6教室
- 昭和31年4月1日 - 校区変更により黒崎小学校から205名転入。
- 昭和33年1月10日 - 校舎増築落成式挙行〜2棟鉄筋 3階南側6教室（二部授業解消）
- 昭和34年3月15日 - 講堂新築落成式挙行。
- 昭和36年4月5日 - 黒畑小学校の新設により校区変更 278名転出。
- 昭和36年5月1日 - 情操教育研究校として市教委・県教委より委嘱。
- 昭和38年2月10日 - 5市合併「北九州市立鳴水小学校」と改称。
- 昭和43年9月2日 - 鉄筋校舎増築（第2棟中央3教室と便所）完成。
- 昭和44年3月22日 - 鉄筋校舎増築（第2棟北側6教室）完成。
- 昭和45年3月24日 - 第1棟校舎（職員室より南側）竣工。
- 昭和46年2月12日 - 第1棟校舎（校長室より北側）・給食室・第2棟南 便所 完成。
- 昭和48年2月13日 - 第32回全国教育美術展〜学校賞受賞。
- 昭和48年10月30日 - テレビ放送施設完成。
- 昭和49年2月13日 - 第33回全国教育美術展〜奨励賞受賞。
- 昭和51年7月6日 - 生徒指導研究校として県教育委員会より委嘱。
- 昭和52年1月6日 - 福岡県児童画展〜奨励賞受賞。
- 昭和52年3月12日 - 体育館落成式挙行。
- 昭和52年4月26日 - 体育倉庫・物品倉庫（鉄筋）完成。
- 昭和52年8月31日 - 第2棟窓枠（南11教室）取り替え工事完了。
- 昭和52年9月30日 - 花壇（運動場北西部）完成。
- 昭和54年3月7日 - 市教育委員会教育研究論文 (生徒指導〜銀賞 理科教育〜銅賞)
- 昭和54年11月10日 - 全教室にカラーテレビ設置。
- 昭和55年1月14日 - 北九州市より新校旗受贈。
- 昭和55年10月22日 - 視聴覚室改築工事完了 放送室の放送機購入。
- 昭和56年2月16日 - 焼却炉新設 床張り替工事 ( 音楽室 図書室 用務員室 教室(1) )
- 昭和56年3月10日 - 市教委教育研究団体論文 (算数科〜銅賞 体育科〜銅賞)
- 昭和56年8月10日 - 八幡西区小学校水泳大会〜総合第3位
- 昭和56年8月10日 - 校舎内塗装完了（第2棟南11教室）
- 昭和56年11月21日 - 創立30周年記念式典挙行。記念事業として運動場東側に相撲場新設。
- 昭和57年3月10日 - 市教委教育研究団体論文 (算数科〜銀賞 体育科〜銀賞)
- 昭和57年3月15日 - 中庭のプール解体と花壇の新設
- 昭和57年6月11日 - プール完成・プール開き実施
- 昭和58年3月8日 - 市教委教育研究団体論文 (算数科〜銀賞 体育科〜銀賞)
- 昭和58年7月1日 - 図画工作教育研究推進校として県教委より委嘱。
- 昭和59年1月5日 - 福岡県児童画展〜学校賞受賞。校地外柵整備（正門南側）
- 昭和59年3月9日 - 市教委教育研究団体論文 図画工作〜銀賞
- 昭和59年3月20日 - 運動場通学路・砂場（運動場東側）改良整備
- 昭和59年3月31日 - 楽焼窯新設。飼育小屋改築。
- 昭和59年4月11日 - 素足運動・業間運動・クロッキータイム開始。
- 昭和59年11月12日 - よい歯の学校〜努力校 県学校保健教育研究会より表彰受賞
- 昭和59年11月15日 - 科学万博つくば85こども美術展〜学校賞受賞
- 昭和60年1月5日 - 福岡県児童画展〜学校賞受賞。
- 昭和60年3月8日 - 市教委教育研究団体論文 (図画工作〜金賞 保健安全〜努力賞)
- 昭和60年5月13日 - むし歯予防推進校として文部省から研究指定。
- 昭和60年11月19日 - (よい歯の学校〜優良校 学校保健〜努力校 学校安全〜努力校) 県学校保健教育研究会より表彰受賞
- 昭和61年1月6日 - 福岡県児童画展〜研究会賞受賞。
- 昭和61年3月8日 - 市教委教育研究団体論文 (図画工作〜銀賞 保健安全〜銅賞)
- 昭和61年8月28日 - 校舎窓枠改修及び校舎全面塗装工事完了。全学級にインターホン設置。
- 昭和61年10月21日 - 八幡西区内小学校相撲大会〜準優勝
- 昭和61年11月19日 - (学校保健〜優秀校 よい歯の学校〜優秀校 学校安全〜努力校) 県教委より表彰受賞
- 昭和62年1月5日 - 福岡県児童画展〜学校賞受賞。
- 昭和62年3月8日 - 市教委教育研究団体論文 保健安全〜銀賞
- 昭和62年6月1日 - 学校給食研究指定〜福岡県学校給食協会
- 昭和62年8月6日 - 渡り廊下塗装・昇降口の軒とりつけ工事完了。
- 昭和62年10月15日 - (よい歯の学校〜特別優秀校 学校保健〜優秀校 学校安全〜優良校 学校給食〜努力校) 県教委より表彰受賞
- 昭和62年10月20日 - 区内小学校陸上競技トラックの部〜総合優勝
- 昭和62年11月20日 - 卒業記念壁画（1年次）完成〜第36期生
- 昭和62年11月27日 - むし歯予防推進研究発表会〜文部省指定3年次
- 昭和63年1月6日 - 福岡県児童画展〜学校賞受賞。
- 昭和63年3月8日 - 市教委教育研究団論文-保健安全〜銀賞
- 昭和63年3月30日 - 体育館の床研磨工事完了。足洗場改修工事完了。
- 昭和63年10月14日 - 全日本よい歯の学校 表彰受賞 〜日本学校歯科医師会
- 昭和63年11月3日 - 全日本健康優良学校-福岡県代表校 表彰受賞 〜朝日新聞社
- 昭和63年11月15日 - 学校保健〜優秀校 北九州市学校保健会より表彰受賞
- 昭和63年11月18日 - (学校保健〜優秀校 学校給食〜優良校) 県教委より表彰受賞
- 昭和63年12月10日 - 卒業記念壁画（2年次）完成〜第37期生
- 昭和63年12月18日 - 3階中央便所に洋式トイレ設置。中央階段(1〜3階)に手すり設置。
- 平成元年3月2日 - 市教委教育研究団体論文-鳴水タイム〜銅賞
- 平成元年4月3日 - 第二棟教室・廊下研磨工事(2,3階)完成。
- 平成元年10月26日 - 学校保健〜優秀校 北九州市学校保健会より表彰受賞
- 平成元年10月27日 - 全日本よい歯の学校〜表彰受賞-日本学校歯科医師会
- 平成元年10月30日 - (学校保健〜優秀校 学校給食〜優秀校) 県教委より表彰受賞
- 平成元年11月3日 - 全日本健康優良学校〜福岡県代表〜表彰受賞-朝日新聞社
- 平成2年2月28日 - 卒業記念壁画（3年次）完成-第38期生
- 平成2年3月2日  - 市教委教育研究団体論文-鳴水タイム〜銅賞
- 平成2年3月12日 - 学校正門改築工事完成。
- 平成2年9月8日  - 造形の部屋 鳴水小美術館設置。
- 平成2年10月19日 - 全日本よい歯の学校表彰受賞-日本学校歯科医
- 平成2年11月1日 - 学校給食-学校表彰-文部大臣賞受賞
- 平成2年11月18日 - 学校保健〜優良校-県教委より表彰受賞
- 平成2年11月18日 - 学校給食〜優良校-県教委より表彰受賞
- 平成2年11月22日 - 第27回全国才能開発コンテスト図画部門
- 平成2年11月27日 - 図画工作教育学校努力賞-北九州市小学校文化連盟
- 平成3年3月4日  - 市教委教育研究団体論文-図画工作教育-銅賞
- 平成3年10月18日 - 全日本よい歯の学校表彰-日本学校歯科医会
- 平成3年12月27日 - 図画工作教育学校努力賞-北九州市学校文化連盟
- 平成4年2月25日 - 2棟外壁部分補修。2棟屋上補修。1棟玄関上テラス補修。
- 平成4年3月4日  - 市教委教育研究団体論文-図画･工作教育-銀賞
- 平成4年11月13日 - 全日本よい歯の学校表彰-日本学校歯科医会
- 平成5年3月5日  - 平成4年度教育研究論文「図画工作科教育」銀賞
- 平成5年3月31日 - 2棟1階健康教室 児童会室を普通教室に改造（1年教室）
- 平成5年9月2日  - コンピューター室･教育相談室改造工事。
- 平成5年12月2日 - 全日本よい歯の学校表彰
- 平成6年1月25日 - パソコン3台設置。
- 平成6年1月28日 - 東棟1階教室改修。
- 平成6年3月4日  - ポンプ室ポンプ取り替え。平成5年度教育研究論文「教育課程一般」銀賞。
- 平成6年6月8日  - 福岡県交通安全優秀校
- 平成6年9月29日 - 全日本よい歯の学校表彰 日本学校歯科医会
- 平成7年3月3日  - 平成6年度教育研究論文「教育課程一般」奨励賞
- 平成7年7月8日  - 2棟1階なかよしルームへの改修工事。
- 平成8年3月4日  - 平成7年度教育研究論文「家庭科」金賞
- 平成8年5月8日  - プール浄化装置工事。
- 平成8年5月13日 - 社会福祉協力校指定。
- 平成8年8月1日  - 運動場東門改修工事。
- 平成8年10月5日 - 体育館暗幕 全面改修。
- 平成8年10月18日 - 1棟2棟校舎屋上全面改修工事。1棟高架水槽取り替え工事。
- 平成8年11月9日 - 教室棟（運動場側）通風口改修工事。
- 平成8年11月12日 - 1棟東側渡り廊下（階段部分）改修工事。中庭溝蓋敷設工事。
- 平成9年3月5日  - 平成8年度教育研究論文「生活科・理科」銅賞
- 平成9年11月1日 - ソニー教育論文 優良賞
- 平成10年3月2日 - 学校機械 警備設備 設置。
- 平成10年3月6日 - 平成9年度教育研究論文「生活科・理科」銅賞
- 平成11年2月26日 - 平成10年度教育研究論文「生活科・理科」奨励賞
- 平成13年2月27日 - 平成12年度学校教育論文「算数」奨励賞
- 平成13年6月15日 - 市民憲章推進校に指定。
- 平成13年11月1日 - パソコン教室40台 各教室 特別教室 パソコン設置。
- 平成13年12月1日 - 創立50周年記念式典 挙行。
- 平成14年2月21日 - 図書室の本のバーコード化。
- 平成14年2月27日 - 平成13年度学校教育論文「算数」奨励賞
- 平成14年5月10日 - 学校図書館資源共有モデル実践協力校となる。
- 平成14年6月24日 - 市民憲章推進校に指定。
- 平成15年3月7日 - 平成14年度学校教育論文「算数」奨励賞
- 平成16年3月4日 - 平成15年度学校教育論文「算数」奨励賞
- 平成17年3月4日 - 平成16年度学校教育論文「算数」奨励賞
- 平成17年4月27日 - 社会福祉協力校に指定。
- 平成18年3月3日 - 平成17年度学校教育論文「社会科」銅賞受賞
- 平成18年4月1日 - 金融教育研究校の委嘱を受ける。
- 平成19年3月3日 - 平成18年度学校教育論文「社会科」銀賞受賞
- 平成19年12月4日 - 金融教育発表会、人権教育発表会、金融教育講演会開催。
- 平成20年3月3日 - 平成19年度学校教育論文「社会科」銀賞受賞
- 平成20年11月 - B棟耐震工事(〜平成21年3月)
- 平成21年3月3日 - 平成20年度学校教育論文「社会科」銅賞受賞、平成20年度学校教育論文「生活科」銅賞受賞
- 平成21年7月 - A棟体育館耐震工事(〜平成21年10月)
- 平成22年3月4日 - 平成21年度学校教育論文「社会科」銅賞受賞
- 平成22年7月 - A棟大規模改修工事(〜平成22年9月)
- 平成23年3月4日 - 平成22年度学校教育論文「社会科」銅賞受賞
- 平成23年7月 - B棟体育館大規模改修工事(〜平成23年9月)
- 平成23年11月22日 - 鳴水小学校60才おめでとう記念会
- 平成24年3月2日 - 平成23年度学校教育論文「特別活動」奨励賞
- 平成25年3月7日 - 平成24年度学校教育論文「特別活動」奨励賞
- 平成26年3月7日 - 平成25年度学校教育論文「特別活動」奨励賞
- 平成27年3月6日 - 平成26年度学校教育論文「特別活動」奨励賞
- 平成27年4月10日 - 特別支援学級（知的）ふたば学級創設
- 平成30年4月1日 - 特別支援学級（情緒）スマイル学級創設
- 令和2年3月4日  - 令和元年度学校教育論文「国語科」銅賞受賞
- 令和2年4月9日  - 第69回入学手続き（新型コロナウイルスのため入学式中止）
- 令和6年4月8日  - 3学期制から2学期制に移行。

## 学校行事
|      | イベント                                                                        |
| ---- | ------------------------------------------------------------------------------- |
| 4月  | 着任式・離任式, 入学式, 全国学力・学習状況調査(6年生), 避難訓練, 子ども読書の日 |
| 5月  | 歓迎集会・歓迎校内遠足, 学習参観・PTA総会                                       |
| 6月  | 学習参観・学級懇談会                                                            |
| 7月  | 天文学習(4年), 個人懇談会                                                       |
| 8月  | 夏季休業日                                                                      |
| 9月  | 人権学習参観                                                                    |
| 10月 | 秋季休業日, SDGs 環境アクティブラーニング(4年), 鳴水っ子スポーツ大会            |
| 11月 | 修学旅行(6年), 自然教室(5年)                                                    |
| 12月 | 冬季休業日                                                                      |
| 1月  | 七輪火起こし体験(3年)                                                           |
| 2月  |                                                                                 |
| 3月  | 修了式                                                                          |

## 校歌
- 作詞 : 山田繁雄
- 作曲 : 木野普見雄

## 部活動など
| - まんが・イラストクラブ - 屋内スポーツクラブ - 家庭科クラブ - 屋外陸上スポーツクラブ - パソコンクラブ - 屋外球技スポーツクラブ - ものづくりクラブ |
| - 計画・集会委員会 - 栽培委員会 - 放送委員会 - 給食委員会 - 図書委員会 - 体育委員会 - 保健・安全委員会                                             |

## 周辺
- 北九州市立黒崎中央小学校
- 北九州市立黒畑小学校
- 北九州市立黒崎中学校